# 1936 في إيطاليا
فيما يلي قوائم الأحداث التي وقعت خلال عام 1936 في إيطاليا.

## سياسة

### انتهاء فترة المنصب
- 1 يناير – جيوفاني جنتيلي Director of the Scuola Normale Superiore ‏.

## مواليد

### يناير
- 1 يناير – دانتي انجلو ماسوكو لاعب كرة سلة إيطالي.
- 4 يناير – جياني فاتيمو

### فبراير
- 24 فبراير – سيلفيو جراسيتي متسابق دراجات نارية إيطالي.

### مارس
- 13 مارس – جوزيبي مارتشيورو لاعب ومدرب كرة قدم إيطالي.
- 21 مارس – سيرجيو كاربانيسي لاعب كرة قدم إيطالي.

### أبريل
- 20 أبريل – ألفونسو دي بوربون، دوق أنجو وقادس

### يونيو
- 23 يونيو – باولو باريزون لاعب كرة قدم إيطالي.

### يوليو
- 14 يوليو – ماريزا الاسيو
- 27 يوليو – فرانكو جانديني درّاج طريق إيطالي.

### سبتمبر
- 29 سبتمبر – سيلفيو برلسكوني سياسي إيطالي.

### نوفمبر
- 8 نوفمبر – فيرنا ليسي ممثلة إيطالية.

## وفيات

### يناير
- 1 يناير – إدوارد هرتزن (مواليد 1877) كيميائي بلجيكي.

### أغسطس
- 16 أغسطس – غراتسيا ديليدا (مواليد 1871) كاتبة إيطالية.

### ديسمبر
- 10 ديسمبر – لويجي بيرانديلو (مواليد 1867)